# Humlegölen (Skedevi socken, Östergötland)
Humlegölen är en sjö i Finspångs kommun i Östergötland och ingår i Nyköpingsåns huvudavrinningsområde.